# Taurus World Stunt Awards
A Taurus World Stunt Awards egy évenként megrendezett díjátadó az Amerikai Egyesült Államokban, melyet a kaszkadőrök díjazására hoztak létre 2001-ben. A díj és a hozzá kapcsolódó alapítvány létrehozója Dietrich Mateschitz, a Red Bull vállalat vezérigazgatója. A Taurus World Stunt Awards Alapítvány a munka közben megsérült kaszkadőröket támogatja anyagilag. A díjátadón számos hollywoodi sztár is részt vesz átadóként vagy csak a közönség soraiban, Arnold Schwarzenegger például minden évben részt vesz rajta. A magyar kaszkadőrök közül Piroch Gábort 2007-ben jelölték Taurus-díjra.
A díjátadót az Egyesült Államokban televízióban is közvetítik.

## Kategóriák
- Legjobb harc
- Legjobb tűzjelenet
- Legjobb magasban végzett jelenet
- Legjobb jelenet járművel
- Legjobb kaszkadőrjelenet (nő)
- Legjobb kaszkadőrjelenet (férfi)
- Legjobb különleges kaszkadőrjelent
- Legjobb kaszkadőrirányító
- Legjobb akciójelenet külföldi filmben
- Az év akciófilm-rendezője
- Életmű-díj (kaszkadőr)
- Életmű-díj (akciószínész)